# 卡希維邁豪嶺
78°5′S 164°0′E / 78.083°S 164.000°E
卡希維邁豪嶺（英語：Kahiwi Maihao Ridge）是南極洲的山嶺，位於維多利亞地的斯科特海岸，處於丹頓山脈中心附近，海拔高度1,075米，在1994年由新西蘭地理委員會命名。